# Arkeology - The Complete Singles Collection
Arkeology - The Complete Singles Collection è una compilation del gruppo musicale glam rock svedese The Ark, pubblicata il 25 febbraio 2011 dall'etichetta discografica EMI.
La raccolta contiene tutti i singoli della band dal 2000 al 2010 oltre a due brani inediti. Ad anticipare l'uscita del disco è l'inedito Breaking Up with God. Con questo album, il frontman Ola Salo e i suoi compagni hanno voluto dire addio ai propri fan. Infatti il gruppo, attivo dai primi anni novanta ma consacratosi definitivamente nel 2000 con l'album We Are the Ark, affermando di essere soddisfatto artisticamente della propria carriera ha deciso di abbandonare le scene e la raccolta sarà perciò l'ultimo lavoro in assoluto.

## Tracce
CD (EMI 0286422 (EMI) / EAN 5099902864228)
1. Breaking Up with God – 3:29 (Peter Kvint, Ola Salo)
2. Let Your Body Decide – 3:17 (Ola Salo)
3. It Takes a Fool to Remain Sane – 4:12 (Ola Salo)
4. Echo Chamber – 3:41 (Ola Salo)
5. Joy Surrender – 3:58 (Ola Salo)
6. Calleth You, Cometh I – 3:54 (Peter Kvint, Ola Salo)
7. Father of a Son – 3:24 (Ola Salo)
8. Tell Me This Night Is Over – 4:11 (Ola Salo)
9. Disease – 3:18 (Ola Salo)
10. One of Us Is Gonna Die Young – 3:31 (Ola Salo)
11. Clamour for Glamour – 2:49 (Ola Salo)
12. Trust Is Shareware – 4:25 (Ola Salo)
13. Deliver Us from Free Will – 5:07 (Ola Salo)
14. Absolutely No Decorum – 3:46 (Ola Salo)
15. The Worrying Kind – 2:56 (Ola Salo)
16. Prayer for the Weekend – 4:24 (Ola Salo)
17. Little Dysfunk You – 4:08 (Ola Salo)
18. Superstar – 4:13 (Ola Salo)
19. Stay with Me – 4:29 (Ola Salo)
20. The Apocalypse Is Over – 4:20 (Peter Kvint, Ola Salo)

Durata totale: 77:32

## Classifiche
| Paese  | Posizione raggiunta |
| ------ | ------------------- |
| Svezia | 3                   |